# Beno Otręba
Benedykt Jan „Beno” Otręba (ur. 27 czerwca 1951 w Katowicach) – polski gitarzysta basowy, muzyk zespołu  Dżem.

## Życiorys
Ma żonę Marię (od 1979) oraz córkę Grażynę, synów Jędrzeja i Błażeja, młodszego brata Adama – gitarzystę Dżemu.